# Pan (álbum de Pan)
Pan   es el primer y único álbum de estudio y álbum debut de la banda danesa vanguardista de rock: Pan.
El álbum nunca tuvo éxito pero es considerado como un álbum que en la actualidad se convirtió en material de culto y que es considerado en la actualidad como una rareza de álbum para los seguidores de culto. 
A pesar de ser un álbum desconocido, ha pasado por distintas remasterizaciones por distintas discográficas independientes. Se conoce hasta la fecha que su última remasterización fue en el 2015 por la discográfica Shadoks Music y algunas discográficas en sus reediciones hicieron limitaciones de copias del álbum a solo 1000 unidades.

## Sonido
El sonido del álbum es catalogado blues-rock, rock progresivo y rock psicodélico. con un sonido vanguardista, artístico y clásico.

## Lista de canciones
Todas las canciones escritas y compuestas por Robert Lelièvre. 
| Pan   |                                                  |          |  |
| N.º   | Título                                           | Duración |  |
| 1.    | «My Time»                                        | 00:36    |  |
| 2.    | «If»                                             | 04:00    |  |
| 3.    | «Song to France»                                 | 02:09    |  |
| 4.    | «Il N'y a Pas Si Longtemps De Ca»                | 05:18    |  |
| 5.    | «Many Songs Have Been Lost»                      | 01:43    |  |
| 6.    | «Tristesse»                                      | 05:00    |  |
| 7.    | «To Get Along Alone»                             | 05:44    |  |
| 8.    | «We Must Do Something Before the End of the Day» | 03:22    |  |
| 9.    | «Lady of the Sand»                               | 06:41    |  |
| 34:33 |                                                  |          |  |

En algunas ediciones después de 1993 y 2005, se encuentran los siguientes sencillos extra:
- "They Make Money With The Stars" - 04:51
- "In a Simple Way" - 03:41
- "Right Across My Bed" - 05:52
- "To Get Along Alone (Alt)" - 06:30
- "Eternally" - 05:41
- "Such a Hard Way" - 03:29
- "Tristesse (Mon Ami)" - 02:30
- "Don't You Know" - 01:20

## Personal
Todos los sencillos fueron compuestos por Robert Lelièvre y también del personal adicional colaboró Mic Hannant, todas las composiciones fueron realizados por todos los miembros del grupo durante su periodo de actividad.
- Robert Lelièvre - vocal, guitarra
- Thomas Puggaard-Müller - guitarra
- Henning Verner - piano, órgano, vibráfono
- Arne Würgler - bajo, violonchelo
- Michael Puggaard-Müller - batería
- Nils Tuxen - steel guitar (en los sencillos "Such A Hard Way", "Tristesse (Mon Ami)" y "Don't You Know")

### Personal adicional
- Freddy Hansson - productor, ingeniero de sonido
- Tømrerclaus - producción (solo en reediciones)
- Poul Bruun - diseño de portada del álbum, fotografía
- Claus Rasmussen  - diseño (en algunas ediciones)
- Thomas Gjurup - diseño (en algunas ediciones)
- Mic Hannant - colaborador en la composición de las letras junto con Robert Lelièvre
- Morten Vilhelm - biblioteca (en reediciones del álbum)